# Софроний Аргиропулос
Софроний (на гръцки: Σωφρόνιος, Софрониос) е гръцки духовник на Цариградската патриаршия.

## Биография
Роден е с фамилията Аргиропулос или Вуцас (Αργυρόπουλος, Βουτσάς) в градчето на остров Хора на остров Мармара в Мраморно море. В 1869 година завършва Халкинската семинария. След завършването си с помощта на бившия патриарх Софроний става проповедник във Визенската епархия. В 1871 година става ефимерий в храма „Света Богородица Кумариотиса“ в Неохори, Цариград. После става проповедник в Ефеската митрополия и архиерейски наместник в Магнезия. При митрополит Агатангел Ефески (1872 – 1893) става протосингел на митрополията.
През 1874 година по покана на патриарх Софроний IV Александрийски се мести в Египет и става протосингел на патриаршията.
Напуска Египет по здравословни причини и се връща в Цариград, късето служи като ефимерий в храма „Христос Спасител“ в Галата и като проповедник в храма „Света Неделя“ в Кондоскали.
На 30 октомври 1877 година е ръкоположен в храма „Христос Спасител“ в Галата за титулярен памфилски епископ, викарий на Константинополската архиепископия. Ръкополагането е извършено от митрополит Агатангел Ефески в съслужение с митрополит Агатангел Сисанийски и епископ Атанасий Аргируполски. В 1879 година е назначен за пътуващ епископ в Северна Македония. По-късно става викарен епископ на Одринската митрополия. В 1881 година става викарий на Константинополската архиепископия и архиерейски наместник на Мега Ревма.
На 17 ноември 1888 година е избран за митрополит на Анхиалската епархия в България. Пристига в Анхиало на 21 декември 1888 година. В Анхиало се опитва да примири влезлите в конфликт фракции в общината по повод преместването на предшественика му Григорий. Софроний обаче е отстранен по искане на правителството на Стефан Стамболов след инцидент, инсцениран от негови противници.
На 5 август 1889 година е преместен на Карпатос. Софроний е начело на Карпатоската и Касоска епархия от 5 август 1889 до 31 май 1897 година, когато става митрополит на Еласонската епархия.
На 19 октомври 1900 година Софроний е избран да оглави Струмишката епархия, но преди да успее да пристигне в Струмица на 16 януари 1901 година е избран за мраморноостровен митрополит.
Умира на 15 ноември 1911 година.